# Apples

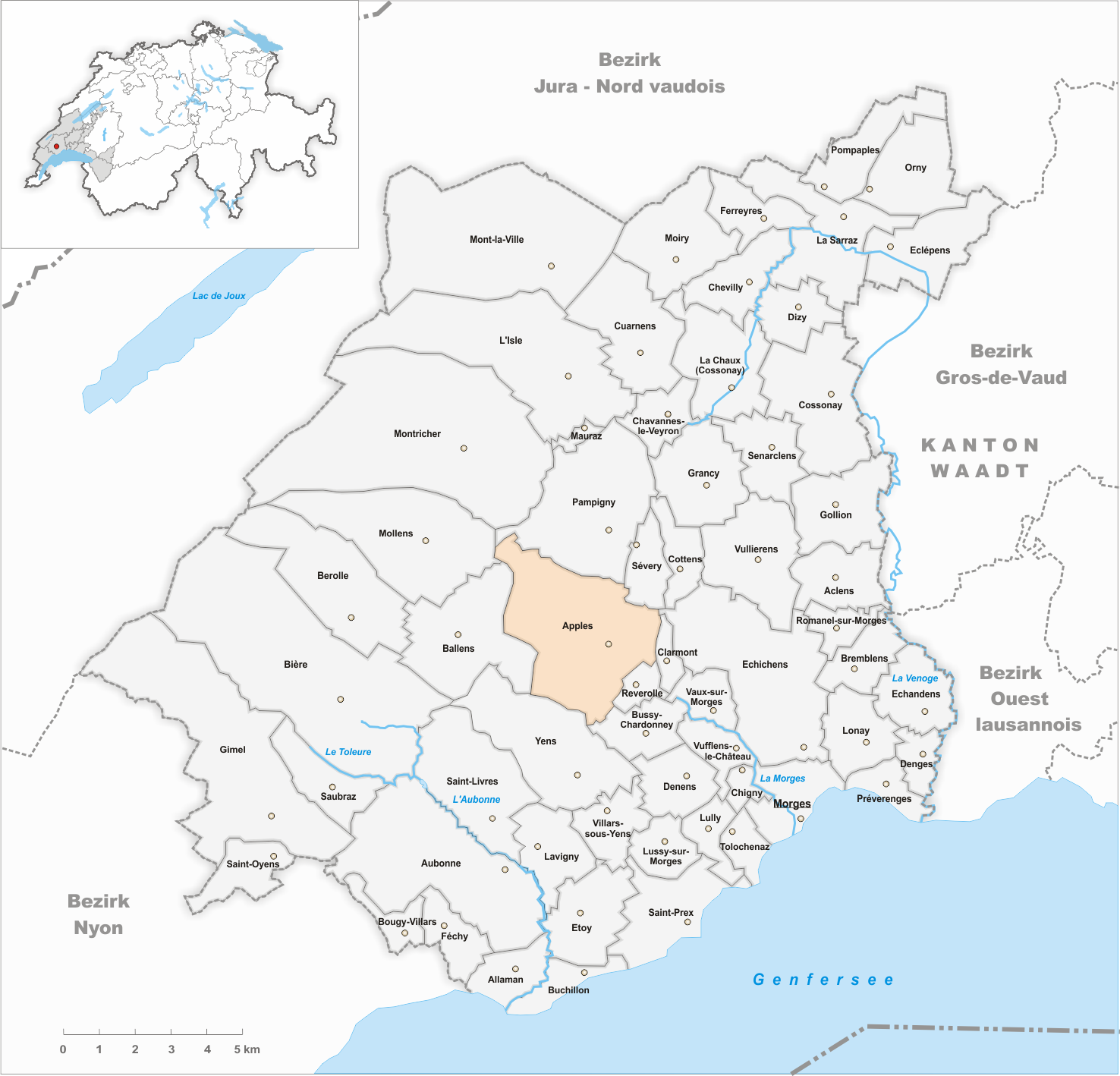
Gemeindestand vor der Fusion am 1. Juli 2021

Apples ist ein Ort in der politischen Gemeinde Hautemorges im Bezirk Morges des Kantons Waadt in der Schweiz.
Am 1. Juli 2021 fusionierte Apples mit den Gemeinden Bussy-Chardonney, Cottens, Pampigny, Reverolle und Sévery zur Gemeinde Hautemorges.

## Geographie
Apples liegt auf 630 m ü. M., 7 km nordwestlich der Bezirkshauptstadt Morges (Luftlinie). Das Haufendorf erstreckt sich auf einer Kuppe am Rand des Hochplateaus, das am Jurafuss liegt, im Waadtländer Mittelland, an aussichtsreicher Lage über dem Tal der Morges.
Die Fläche des 12,9 km² grossen Gemeindegebiets umfasst einen Abschnitt in der westlichen Randzone des Mittellandes. Der östlichste Gemeindeteil liegt im Einzugsgebiet des Flüsschens Morges und des Seitenbaches Le Curbit. Im weitaus grösseren westlichen Gemeindeteil befindet sich eine eiszeitlich überformte Molassehügellandschaft mit ausgedehnten Wäldern und teils moorigen Senken. Dazu gehören der Wald von Les Bougeries (bis 704 m ü. M. im Südwesten), der Bois de Saint-Pierre (bis 684 m ü. M. im Norden) sowie der Bois de Savoye und der Bois de Fermens im Nordwesten. Der höchste Punkt von Apples wird mit 708 m ü. M. auf der Waldhöhe La Chaux-Derrière erreicht. Ganz im Westen reicht das Gemeindegebiet an den Rand des Trockentals von Grand Marais, das einst als Schmelzwasserrinne am Rand des eiszeitlichen Rhonegletschers diente. Dieses Tal wird nach Nordosten vom Veyron entwässert. Von der Gemeindefläche entfielen 1997 5 % auf Siedlungen, 48 % auf Wald und Gehölze und 47 % auf Landwirtschaft.
Zu Apples gehören die beiden isolierten Neubausiedlungen En Lèvremont (600 m ü. M.) und La Motte (615 m ü. M.) an den sanften Hängen des Morges-Tals sowie einige Einzelhöfe. Die Nachbargemeinden von Apples sind im Westen Ballens und Mollens, im Norden Pampigny und Sévery, im Osten Echichens und Clarmont, im Südosten Reverolle und Bussy-Chardonney sowie im Süden Yens.

## Bevölkerung
Mit 1453 Einwohnern (Stand 31. Dezember 2020) gehört Apples zu den mittelgrossen Gemeinden des Kantons Waadt. Von den Bewohnern sind 86,2 % französischsprachig, 7,3 % deutschsprachig und 1,9 % portugiesischsprachig (Stand 2000). Die Bevölkerungszahl von Apples belief sich 1900 auf 546 Einwohner. Nach 1970 (652 Einwohner) setzte eine rasche Bevölkerungszunahme mit fast einer Verdoppelung der Einwohnerzahl innerhalb von 30 Jahren ein.

## Wirtschaft
Apples war bis ins 20. Jahrhundert ein vorwiegend durch die Landwirtschaft geprägtes Dorf. Heute spielt die Landwirtschaft als Erwerbszweig der Bevölkerung nur noch eine untergeordnete Rolle. Sie konzentriert sich auf Ackerbau und Viehzucht respektive Milchwirtschaft. Nördlich des Dorfes entstand eine kleine Industriezone, unter anderem mit der Herstellung von Schaltanlagen und Edelstahlrohren. Weitere Arbeitsplätze sind im Dienstleistungssektor vorhanden. In Apples gibt es eine Reithalle, ein Sport- und Schulzentrum sowie ein regionales Alters- und Pflegeheim. In den letzten Jahrzehnten hat sich das Dorf dank seiner attraktiven Lage zu einer Wohngemeinde entwickelt. Viele Erwerbstätige sind Wegpendler, die vor allem in den Städten Morges und Lausanne arbeiten.
1981 wurde auf einem Bauernhof in Apples das Unternehmen Logitech von Daniel Borel und einigen seiner Studienkollegen der Stanford University gegründet.

## Verkehr

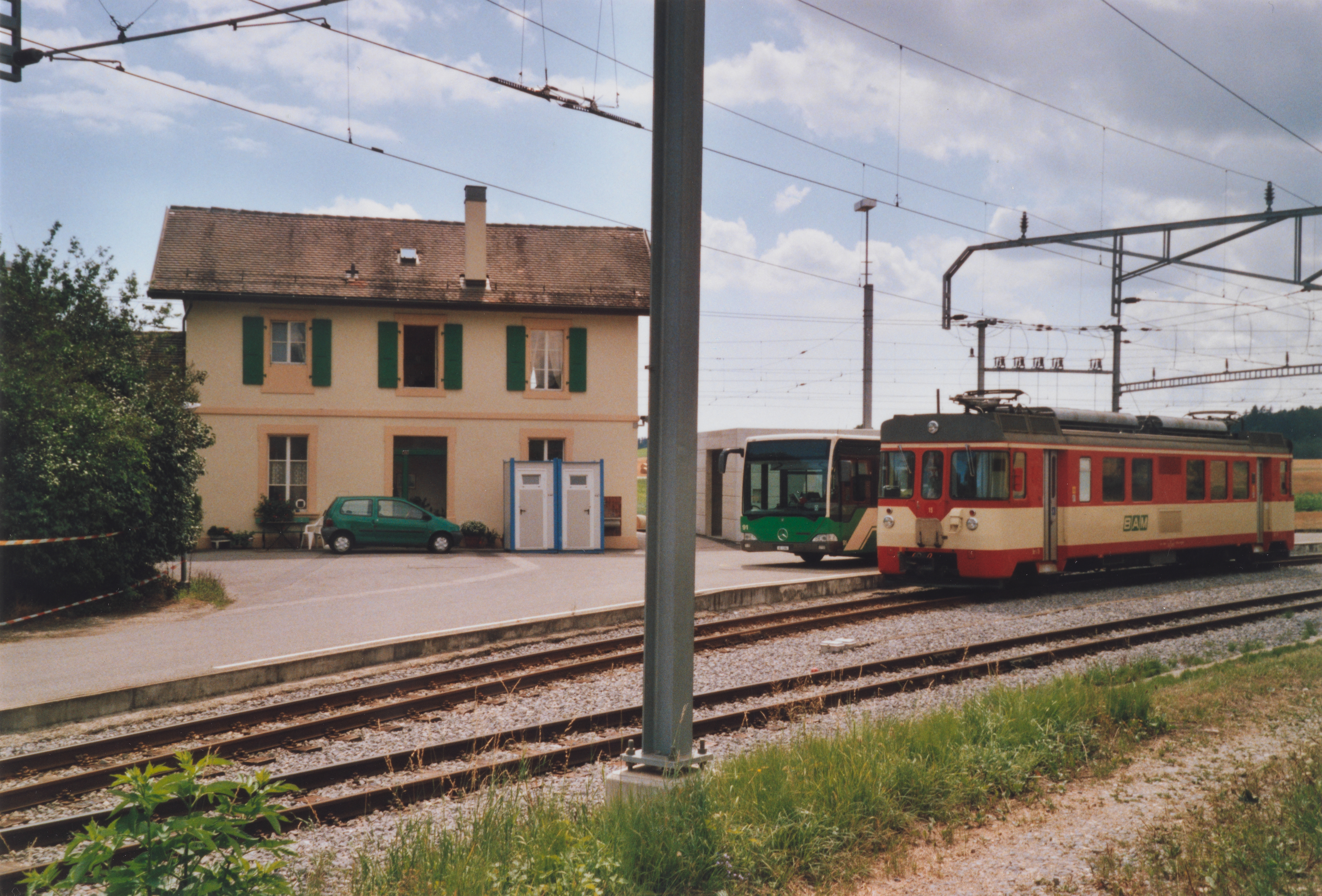
Stationsgebäude Apples (2006)

Die Gemeinde ist verkehrstechnisch gut erschlossen. Sie liegt an der Hauptstrasse, die von Morges nach Bière führt. Am 1. Juli 1895 wurde die Schmalspurbahn Bière–Apples–Morges (BAM) mit einem Bahnhof in Apples in Betrieb genommen. Am 12. September 1896 folgte die Einweihung der ehemaligen Schmalspurbahn Apples–L’Isle (AL). Auf der Bahnstrecke von Apples nach L’Isle werden infolge des geringen Verkehrs und der weit von den Bahnstationen abgelegenen Dörfer mehrere Zugsverbindungen mit Kleinbussen statt Zügen ausgeführt.

## Geschichte

Historisches Luftbild von Werner Friedli von 1949

Apples kann auf eine lange Siedlungstradition zurückblicken. Auf dem Gemeindegebiet wurden Spuren aus dem Neolithikum (Schalensteine), aus der Bronzezeit und aus der Römerzeit gefunden. Die erste richtige Siedlung wurde im 5. Jahrhundert von den Burgundern gegründet und hiess vermutlich Iplingen. Dieser Name wandelte sich mit der Romanisierung wahrscheinlich über Iplens in Aplis. Unter dieser Bezeichnung wurde das Dorf im Jahr 1011 erstmals in einer Urkunde erwähnt, als König Rudolf III. die Kirche mit dem Dorf dem Kloster Romainmôtier schenkte. Später erschien die Schreibweise Aples (1222) und 1328 der heutige Ortsname.
Mit der Eroberung der Waadt durch Bern im Jahr 1536 kam Apples als Exklave unter die Verwaltung der Vogtei Romainmôtier. Nach dem Zusammenbruch des Ancien Régime gehörte das Dorf von 1798 bis 1803 während der Helvetik zum Kanton Léman, der anschliessend mit der Inkraftsetzung der Mediationsverfassung im Kanton Waadt aufging. 1798 wurde Apples zunächst dem Bezirk Morges, 1803 dem Bezirk Aubonne zugeteilt.

## Sehenswürdigkeiten
Die mittelalterliche Kirche von Apples steht auf den Fundamenten eines romanischen Vorgängerbaus. Sie wurde 1838 und 1905 umgestaltet.